# Primi ministri del Canada
I primi ministri del Canada dal 1867 sono i seguenti. Si sono complessivamente succeduti ventitré uomini politici. Tra questi, William Lyon Mackenzie King ha il record per numero di mandati (tre), mentre Wilfrid Laurier detiene il primato per durata massima di un governo (quindici anni). Da annoverare anche una donna, Kim Campbell, e un premio Nobel per la pace, Lester Pearson.

## Lista
| Primo ministro | Primo ministro | Primo ministro              | Partito                           | Mandato           | Mandato           | Elezione            |
| Primo ministro | Primo ministro | Primo ministro              | Partito                           | Inizio            | Fine              | Elezione            |
| -------------- | -------------- | --------------------------- | --------------------------------- | ----------------- | ----------------- | ------------------- |
|                |                | John A. Macdonald           | Partito Conservatore              | 1º luglio 1867    | 5 novembre 1873   | 1867 1872           |
|                |                | Alexander Mackenzie         | Partito Liberale                  | 7 novembre 1873   | 8 ottobre 1878    | 1874                |
|                |                | John A. Macdonald           | Partito Conservatore              | 17 ottobre 1878   | 6 giugno 1891     | 1878 1882 1887 1891 |
|                |                | John Abbott                 | Partito Conservatore              | 16 giugno 1891    | 24 novembre 1892  | –                   |
|                |                | John Thompson               | Partito Conservatore              | 5 dicembre 1892   | 12 dicembre 1894  | –                   |
|                |                | Mackenzie Bowell            | Partito Conservatore              | 21 dicembre 1894  | 27 aprile 1896    | –                   |
|                |                | Charles Tupper              | Partito Conservatore              | 1º maggio 1896    | 8 luglio 1896     | –                   |
|                |                | Wilfrid Laurier             | Partito Liberale                  | 11 luglio 1896    | 6 ottobre 1911    | 1896 1900 1904 1908 |
|                |                | Robert Borden               | Partito Conservatore              | 10 ottobre 1911   | 10 luglio 1920    | 1911 1917           |
|                |                | Arthur Meighen              | Partito Conservatore              | 10 luglio 1920    | 29 dicembre 1921  | –                   |
|                |                | William Lyon Mackenzie King | Partito Liberale                  | 29 dicembre 1921  | 28 giugno 1926    | 1921 1925           |
|                |                | Arthur Meighen              | Partito Conservatore              | 29 giugno 1926    | 25 settembre 1926 | –                   |
|                |                | William Lyon Mackenzie King | Partito Liberale                  | 25 settembre 1926 | 7 agosto 1930     | 1926                |
|                |                | Richard Bedford Bennett     | Partito Conservatore              | 7 agosto 1930     | 23 ottobre 1935   | 1930                |
|                |                | William Lyon Mackenzie King | Partito Liberale                  | 23 ottobre 1935   | 15 novembre 1948  | 1935 1940 1945      |
|                |                | Louis Saint-Laurent         | Partito Liberale                  | 15 novembre 1948  | 21 giugno 1957    | 1949 1953           |
|                |                | John Diefenbaker            | Partito Conservatore Progressista | 21 giugno 1957    | 22 aprile 1963    | 1957 1958 1962      |
|                |                | Lester Pearson              | Partito Liberale                  | 22 aprile 1963    | 20 aprile 1968    | 1963 1965           |
|                |                | Pierre Trudeau              | Partito Liberale                  | 20 aprile 1968    | 4 giugno 1979     | 1968 1972 1974      |
|                |                | Joe Clark                   | Partito Conservatore Progressista | 4 giugno 1979     | 3 marzo 1980      | 1979                |
|                |                | Pierre Trudeau              | Partito Liberale                  | 3 marzo 1980      | 30 giugno 1984    | 1980                |
|                |                | John Turner                 | Partito Liberale                  | 30 giugno 1984    | 17 settembre 1984 | –                   |
|                |                | Brian Mulroney              | Partito Conservatore Progressista | 17 settembre 1984 | 25 giugno 1993    | 1984 1988           |
|                |                | Kim Campbell                | Partito Conservatore Progressista | 25 giugno 1993    | 4 novembre 1993   | –                   |
|                |                | Jean Chrétien               | Partito Liberale                  | 4 novembre 1993   | 13 dicembre 2003  | 1993 1997 2000      |
|                |                | Paul Martin                 | Partito Liberale                  | 13 dicembre 2003  | 6 febbraio 2006   | 2004                |
|                |                | Stephen Harper              | Partito Conservatore              | 6 febbraio 2006   | 4 novembre 2015   | 2006 2008 2011      |
|                |                | Justin Trudeau              | Partito Liberale                  | 4 novembre 2015   | 14 marzo 2025     | 2015 2019 2021      |
|                |                | Mark Carney                 | Partito Liberale                  | 14 marzo 2025     | in carica         | 2025                |